# Yevguéniya Chikunova
Yevguéniya Ígorevna Chikunova (en ruso: Евгения Игоревна Чикунова; San Petersburgo, 17 de noviembre de 2004) es una deportista rusa que compite en natación, especialista en el estilo braza.
Ganó una medalla de plata en el Campeonato Mundial de Natación de 2025, dos medallas de plata en el Campeonato Mundial de Natación en Piscina Corta, en los años 2021 y 2024, y dos medallas en el Campeonato Europeo de Natación en Piscina Corta de 2021.
Participó en los Juegos Olímpicos de Tokio 2020, ocupando el cuarto lugar en las pruebas de 100 m braza y 200 m braza.

## Palmarés internacional
| Campeonato Mundial                  | Campeonato Mundial  | Campeonato Mundial | Campeonato Mundial |
| Año                                 | Lugar               | Medalla            | Prueba             |
| ----------------------------------- | ------------------- | ------------------ | ------------------ |
| 2025                                | Singapur (Singapur) | Medalla de plata   | 200 m braza        |
| Campeonato Mundial en Piscina Corta |                     |                    |                    |
| Año                                 | Lugar               | Medalla            | Prueba             |
| 2021                                | Abu Dabi (EAU)      | Medalla de plata   | 200 m braza        |
| 2024                                | Budapest (Hungría)  | Medalla de plata   | 200 m braza        |
| Campeonato Europeo en Piscina Corta |                     |                    |                    |
| Año                                 | Lugar               | Medalla            | Prueba             |
| 2021                                | Kazán (Rusia)       | Medalla de oro     | 200 m braza        |
| 2021                                | Kazán (Rusia)       | Medalla de plata   | 100 m braza        |